# جان جنکینز
جان جنکینز (انگلیسی: John Jenkins؛ زادهٔ ۶ مارس ۱۹۹۱) بازیکن بسکتبال اهل ایالات متحده آمریکا است.

## حرفه
از باشگاه‌هایی که در آن بازی کرده‌است می‌توان به فینیکس سانز، آتلانتا هاوکس، و دالاس ماوریکس اشاره کرد.